# Miki Šuškavčević
Miki Šuškavčević (kyrillisch Мики Шушкавчевић) ist ein Turbo-Folk-Sänger aus Podgorica, Montenegro.

## Leben und Karriere
Seine Karriere begann 1983 mit der Aufnahme seiner ersten Single. Bis heute veröffentlichte er vier Alben.
Er nahm über 50 Songs auf und nahm an zahlreichen Festivals teil, unter anderem an der Hit-Parada, Mesam und Casa Vode Sa Izvora. Er hatte Kontakte zu Danilo Živković, Miša Mijatović, Mišo Marković, Vlada Todosijević, Radmila Mudrinić und  Mirjana Bobić-Mojsilović.
Aufnahmen machte er oft mit seinem Freund, dem Harmoniker Vlada Todosijević. 
Von 1988 bis 1990 lebte er in München. 

## Diskografie

### Alben
- 1986: Poludecu Za Tobom
- 1990: Zbog Tebe
- 1992: Čuvajte mi Mirjanu
- 1994: Ti Si Vatru Ugasila

### Kompilationen
- 2007: veröffentlichte er ein Best of mit den 14 beliebtesten Songs für Bizmoon

### Singles (Auswahl)
- 1983: Stan Djevojko Ljepotice
- 2002: sein Lied Kraljica Tuge auf der fünften Jugodisk

## Konzerte
- 1981: zweiter Platz beim Studenskom Festivalu Crne Gore
- 2003: Solo-Konzert in Podgorica, Anlass: 20 Jahre im Musikgeschäft